# Condition des femmes au Salvador
La condition des femmes au Salvador est marquée par des décennies de discrimination et de violence.

## Histoire
L’histoire demontre que la réalité des femmes salvadoriennes n’a pas beaucoup changé au cours des 200 dernières années. Des progrès ont été réalisés en termes d'accès des femmes à l'éducation, mais il n'est toujours pas possible de confirmer le plein accès à l'éducation pour toutes les Salvadoriennes. 

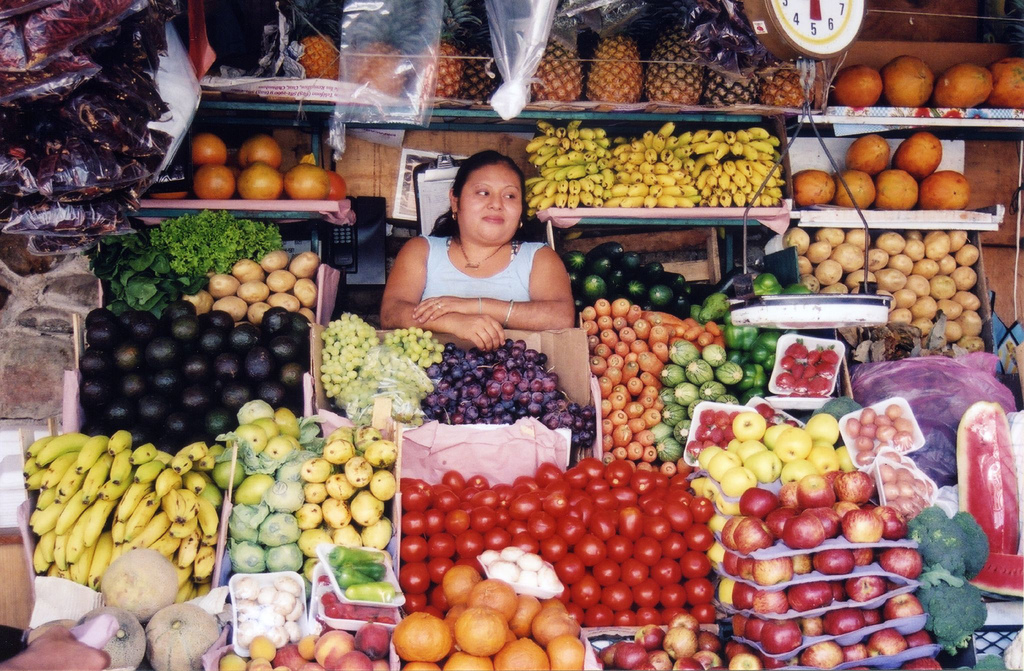
Femme salvadorienne au marché du Salvador.

Le Salvador est un pays touché par la violence de genre et la discrimination à l'égard des femmes. Les conditions des femmes au Salvador constitue un grave problème social. Les femmes continuent d'être discriminées dans divers aspects de la vie. Elles sont confrontées à de multiples formes de violence dans la communauté, sur le lieu de travail et au sein de la famille.

## Indicateurs socio-démographiques

### Espérance de vie
Le Salvador est un pays où l'espérance de vie est faible par rapport à des autres pays. L'espérance de vie d'une femme salvadorienne est de 75 ans.

## Problématiques sociales

### Violence et sécurité
La maltraitance ou la violence domestique est le problème qui touche le plus les femmes du pays. Les femmes de la région sont confrontées à des taux d’homicides parmi les plus élevés au monde.

### Pauvreté
La pauvreté touche davantage les femmes que les hommes.

### Interdiction a l'avortement
L'avortement est interdit et penalisé au Salvador. Les femmes n'ont pas le droit à l'avortement. C'est le pays d'Amérique centrale qui a l'une des politiques les plus conservatrices en matière de santé sexuelle et reproductive. L'avortement est passible d'une peine de 50 ans, même si la vie de la femme est en danger.

## Personnalités contemporaines
- Gabriela Rodríguez de Bukele, Première dame du Salvador depuis 2023 en tant qu'épouse du président Nayib Bukele[9].
- Eva Dimas, haltérophile salvadorienne.
- Ana Vilma de Escobar, ancienne vice-président de la république du Salvador et première femme à occuper ce poste[10].
- Gloria Salguero Gross (es) femme politique salvadorienne et fondatrice du parti politique Alliance républicaine nationaliste[11].
- Marcela Zamora (en), réalisatrice et documentariste salvadorienne.